# Anastomyces
Anastomyces, rod gljiva iz koljena Basidiomycota, jedini je predstavnik Anastomyces microsporus; Holotip,  W.P. Wu, B. Sutton & Gange 1997.